# Kurt Clemens
Kurt Clemens (Homburg, 1925. november 7. – 2021. július 19.) Saar-vidéki válogatott német labdarúgó, fedezet.

## Pályafutása

### Klubcsapatban
1948-ig az FC Homburg, 1948–49-ben a VfB Mühlburg, 1949 és 1951 között az 1. FC Saarbrücken labdarúgója volt. 1951 és 1953 között a francia FC Nancy csapatával a francia élvonalban szerepelt. 1953 és 1963 között az SV Saar 05 Saarbrücken játékosa volt.

### A válogatottban
1950 és 1956 között 10 alkalommal szerepelt a Saar-vidéki válogatottban.